# Bisbat de San Marino-Montefeltro
El bisbat de San Marino-Montefeltro (italià: diocesi di San Marino-Montefeltro; llatí: Dioecesis Sammarinensis-Feretrana) és una seu de l'Església catòlica, sufragània de l'arquebisbat de Ravenna-Cervia, que pertany a la regió eclesiàstica Emília-Romanya. El 2010 tenia 64.004 batejats d'un total 67.541 habitants. Actualment està regida pel bisbe Andrea Turazzi.
Els patrons diocesans són Sant Marí diaca i san Leo (Leone) prevere.

## Territori
El territori de la diòcesi ocupa dos estats diferents: Itàlia i San Marino.
A més de tot el territori de San Marino, la diòcesi inclou l'Alta vall Marecchia i el llogaret de Pieve Corena a la província de Rimini (amb un total de 7 municipis), la Vall Foglia i la Vall Conca a la província de Pesaro i Urbino (amb un total de 13 municipis).
La seu episcopal és la ciutat de Pennabili, on es troba la catedral de sant Bartomeu. A San Leo hi ha la catedral homònima; i a San Marino hi ha la basílica cocatedral de San Marino.
La diòcesi està dividida en 81 parròquies, de les quals 69 es troben a Itàlia i 12 a San Marino.

## Història

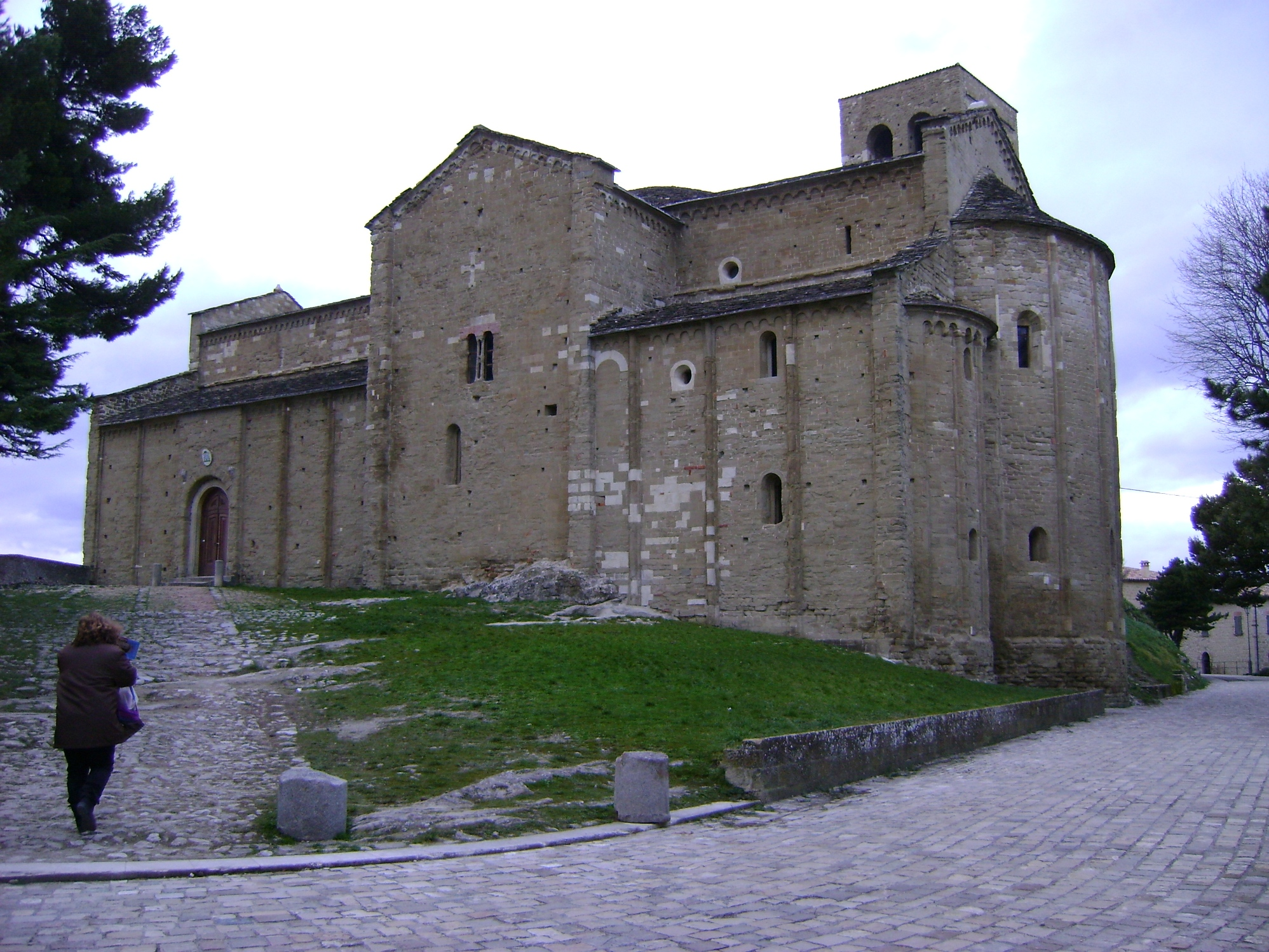
La cocatedral de San Leo a la ciutat homònima

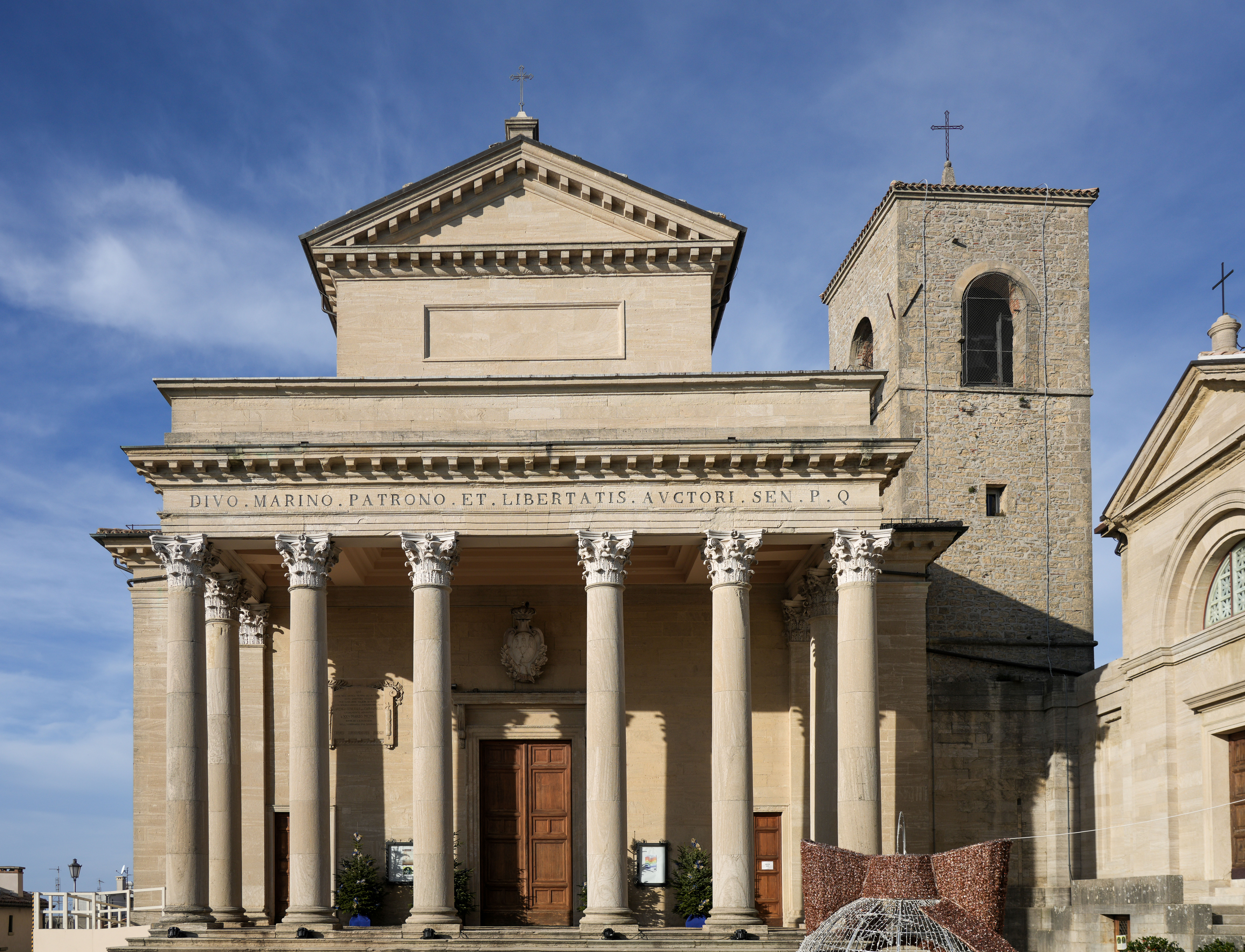
La basílica cocatedral del Sant a San Marino

La diòcesi de Montefeltro existia al segle viii. El primer esment es remunta al 785, quan Carlemany, amb l'aprovació del Papa Adrià I, la va establir com sufragània, de l'arxidiòcesi de Ravenna. No obstant això, el primer esment d'un bisbe de Montefeltro remunta al 826, quan el bisbe Agatone va assistir al sínode de Roma convocat pel Papa Eugeni II. Al llarg del segle ix la presència dels bisbes a la seu montefeltrina està ben testificat, tot i que no sap si en el segle següent la seu estava vacant, ja que no es tenen els noms dels bisbes fins a Arduino, al començament del segle xi.
Un document del 964, en època del Papa Lleó VIII, i un del 7 de juliol de 997, durant el pontificat del Papa Gregori V, confirmen que Montefeltro va ser diòcesi sufragània de l'arxidiòcesi de Ravenna. En 1050 la diòcesi va ser sostreta a l'autoritat metropolitana de Ravenna, però posteriorment hi tornà. En 1154 va ser declarat immediatament subjecta a la Santa Seu.
En 1125 el Papa Honori II, amb la butlla Officii nostri, va confirmar al bisbe Pietro Carpegna totes les jurisdiccions i possessions de l'Església de Montefeltro; aquest document és important perquè per primera vegada s'enumeren totes les pieves, les esglésies i capelles de la diòcesi.
A principis del segle XV el bisbe Giovanni Seclani va abandonar la seu històrica de la diòcesi de San Leo i va posar la seva residència a Talamello, on en 1437 es va construir el palau episcopal.
El 4 de juny de 1563 es va convertir en part de la província eclesiàstica de l'arxidiòcesi d'Urbino (avui arquebisbat d'Urbino-Urbania-Sant'Angelo in Vado).
En les tres últimes dècades del segle XVI va començar l'ardu problema de la residència del bisbe. El bisbe Sormani amb el permís del Papa Pius V i la confirmació de Gregori XIII amb la butlla Aequum reputamus del 25 de maig de 1572 va traslladar la seva residència de San Leo a Pennabilli. Aquest canvi va ser defensat per Guidobaldo della Rovere, qui desitjava tenir el domini absolut de San Leo, sense la presència de clergues. En el mateix any 1572, en un sínode diocesà, es va decidir acceptar l'oferta de Macerata Feltria per finançar el seminari diocesà, que va sorgir en aquest país. Pel que fa als sínodes del bisbe Sormani, s van dur a terme en diversos llocs de la diòcesi: Sant'Agata Feltria, l'abadia de Valle Sant'Anastasio, Pennabilli, San Marino, Macerata Feltria.
Al bisbe Sormani el va succeir Consalvo Duranti que set anys després de residir a Pennabilli, en 1614 es va traslladar a l'abadia de Vall Sant'Anastasio, però després de set anys en 1621, es va instal·lar a Macerata Feltria.
El bisbe Scala va residir en diferents llocs: del 1643 al 1644 a Pennabilli, després a Valle Sant'Anastasio, a Macerata Feltria i San Marino, per finalment tornar a Pennabilli.
En els anys setanta del segle XVII el bisbe Buoni va tractar de restaurar l'església de Sant Leo com la catedral de la diòcesi en lloc de la catedral nova de Pennabilli, la construcció es va iniciar sota el bisbe Sormani i es va continuar sota el bisbe Duranti. Però aquest intent va fracassar per l'aplicació del recurs presentat a la Santa Seu pels ciutadans de Pennabilli; el bisbe obtingué un trasllat a una altra seu.
Des bisbe Belluzzi està testificat el costum de prendre possessió de la diòcesi primer a Pennabilli i després a San Leo. Fins i tot aquest bisbe, encara que va residir principalment en Pennabilli, sovint canvià de residència, voltant per les seus ja esmentades.
El 25 de març de 1729 el Papa Benet XIII amb el motu proprio Nuper nobis innotuit va voler restaurar com catedral l'església de Sant Leo i reduir la catedral de Pennabilli a església col·legiada. Però per l'oposició dels habitants de Pennabilli aquesta decisió no va tenir cap efecte.
El 22 de febrer de 1977, amb el decret Proprius dioecesis de la Congregació per als Bisbes, la diòcesi assumí el seu nom actual i patí alguns canvis en el seu territori: cedí dues parròquies a la diòcesi de Sarsina i altres deu a la de Rimini; totes aquestes parròquies es trobaven a la província de Forlì; i va obtenir quatre parròquies de la diòcesi que es trobaven a la província de Pesaro i altres dos a la República de San Marino, que havia pertangut a la diòcesi de Rimini. Alhora, la diòcesi ha tornat a ser sufragània de l'arxidiòcesi de Ravenna.
Després de gairebé tres dècades de restauracions, el 17 de juny de 2000 va ser consagrada de nou la catedral de Pennabilli.
En les últimes dècades, dos Papes han visitat la diòcesi: el Papa Joan Pau II al setembre de 1982 en el viatge apostòlic a la República de San Marino; i el Papa Benet XVI el 19 de juny de 2011 en una visita pastoral a la diòcesi.

## Cronologia episcopal
- Agatone † (citat el 826)
- Stefano † (inicis del'853 - finals de 861)
- Massimino † (citat el 877)
- Giovanni I † (inicis del'880 – finals de 885)
- Arduino † (inicis de 1015 - finals de 1044)
- Andolfo † (inicis de 1053 - 2 de gener de 1075)[4]
- Gebizone † (finals de 2 de gener de 1075 - finals de 1097)
- Pietro Carpegna † (citat el 1125)
- Arnoldo † (inicis de 1140 - finals de 1154)
- Gualfredo o Valfrero † (citat el 1172)
- Alberto † (inicis de 1206 - finals de 1208)
- Giovanni II † (inicis de 1218 - 1221 o 1222)
- Rolando † (prima di de juny de 1222 - finals de 1229)
- Ugolino da Montefeltro † (inicis de 1232 - 1252 mort)
- Giovanni III † (9 de novembre de 1252 - finals de 1275)
- Roberto da Montefeltro † (inicis de 1282 - finals de 1284)
- Liberto o Uberto, O.S.B. † (prima di d'octubre de 1288 - 1318 mort)
- Benvenuto † (24 de gener de 1319 - finals de 1347 mort)
- Claro Peruzzi † (21 de gener de 1350 - finals de 1375 mort)
- Pietro, O.S.A. ? † (1378 - 1385 ?)
  - Pino degli Ordelaffi † (12 de desembre de 1386 - 1390 nomenat administrador apostòlic di Cervia) (administrador apostòlic)[5]
  - Luca Contraguerra † (4 de març de 1388 - ?) (antibisbe)[6]
- Benedetto di Salnucio, O.S.B. † (11 de febrer de 1390 - finals de 1408)
- Giovanni Seclani o Sedani, O.F.M.Conv. † (inicis de 1413 - 28 de setembre de 1444 mort)
- Francesco da Chiaravalle † (20 de novembre de 1444 - 1450 mort)
- Giacomo Tebaldi † (5 de juny de 1450 - 3 d'agost de 1458 nomenat arquebisbe de Nàpols)[7]
- Corrado Marcellino † (12 d'agost de 1458 - 6 d'octubre de 1458 nomenat bisbe de Terracina, Sezze e Priverno)
- Giacomo da Foglia † (27 d'octubre de 1458 - ?)
- Roberto degli Adimari † (26 d'abril de 1459 - 1 d'octubre de 1484 renuncià)
- Celso Mellini † (1 d'octubre de 1484 - 1498 mort)
- Luca Mellini † (21 de novembre de 1498 - 1507 mort)
- Antonio Crastini, O.F.M. † (21 de maig de 1507 - 11 d'agost de 1510 mort)
- Paolo Alessandri degli Strabuzzi † (11 d'octubre de 1510 - 15 d'agost de 1537 mort)
  - Ennio Filonardi † (12 d'agost de 1538 - 1549 renuncià) (administrador apostòlic)
- Ennio Massari † (29 d'abril de 1549 - 1565 mort)
- Carlo Visconti † (6 de juliol de 1565 - 12 de novembre de 1565 mort)
- Gianfrancesco Sormani † (6 de març de 1566 - 1601 mort)
- Pietro Cartolari † (19 de novembre de 1601 - de gener de 1607 mort)
- Consalvo Durante † (19 de febrer de 1607 - 10 de gener de 1643 mort)
- Bernardino Scala † (18 de maig de 1643 - 19 de gener de 1667 mort)
- Antonio Possenti † (3 d'agost de 1667 - 12 de desembre de 1671 mort)
- Giacomo Buoni † (8 de febrer de 1672 - 28 de febrer de 1678 nomenat bisbe de Sutri i Nepi)
- Bernardino Belluzzi † (5 de setembre de 1678 - 25 de setembre de 1702 nomenat bisbe de Camerino)
- Pietro Valerio Martorelli † (5 de març de 1703 - 18 de novembre de 1724 renuncià)
- Flaminio Dondi, O.F.M. † (20 de novembre de 1724 - 12 d'agost de 1729 mort)
- Giovanni Crisostomo Calvi, O.P. † (7 de setembre de 1729 - 26 d'abril de 1747 mort)
- Sebastiano Bonaiuti † (29 de maig de 1747 - 27 de febrer de 1765 mort)
- Giovanni Pergolini † (22 d'abril de 1765 - 17 de febrer de 1777 nomenat bisbe d'Urbania e Sant'Angelo in Vado)
- Giuseppe Maria Terzi † (17 de febrer de 1777 - 27 d'octubre de 1803 mort)
- Antonio Begni † (28 de maig de 1804 - 11 de juny de 1840 mort)
- Antonio Benedetto Antonucci † (17 de desembre de 1840 - 22 de juliol de 1842 nomenat bisbe de Ferentino)
- Salvatore Leziroli † (22 de juliol de 1842 - 20 de gener de 1845 nomenat bisbe de Rimini)
- Martino Caliendi † (21 d'abril de 1845 - d'abril de 1849 mort)
- Crispino Agostinucci † (5 de novembre de 1849 - 26 d'abril de 1856 mort)
- Elia Antonio Alberani, O.C.D. † (16 de juny de 1856 - 23 de març de 1860 nomenat bisbe d'Ascoli Piceno)
- Luigi Mariotti † (23 de març de 1860 - 4 d'abril de 1890 mort)
- Carlo Bonaiuti † (23 de juny de 1890 - 22 de juny de 1896 nomenat bisbe de Pesaro)
- Alfonso Andreoli † (30 de novembre de 1896 - 20 de desembre de 1911 nomenat bisbe de Recanati)
- Raffaele Santi † (22 d'abril de 1912 - 15 de juny de 1940 ritirato)
- Vittorio De Zanche † (9 d'agost de 1940 - 23 de setembre de 1949 nomenat bisbe de Concordia)
- Antonio Bergamaschi † (12 de desembre de 1949 - 17 d'abril de 1966 mort)
  - Sede vacante (1966-1976)[8]
- Giovanni Locatelli † (22 de febrer de 1977 - 12 de novembre de 1988 nomenat bisbe de Vigevano)
- Mariano De Nicolò (8 de juliol de 1989 - 25 de maig de 1995 renuncià)
- Paolo Rabitti (25 de maig de 1995 - 2 d'octubre de 2004 nomenat arquebisbe de Ferrara-Comacchio)
- Luigi Negri (17 de març de 2005 - 1 de desembre de 2012 nomenat arquebisbe de Ferrara-Comacchio)
- Andrea Turazzi, des del 30 de novembre de 2013

## Estadístiques
A finals del 2010, la diòcesi tenia 64.004 batejats sobre una població de 67.541 persones, equivalent 94,8% del total.
| any  | població | població | població | sacerdots | sacerdots       | sacerdots       | sacerdots             | diaques | religiosos | religiosos | parroquies |
| ---- | -------- | -------- | -------- | --------- | --------------- | --------------- | --------------------- | ------- | ---------- | ---------- | ---------- |
| any  | batejats | total    | %        | total     | clergat secular | clergat regular | batejats por sacerdot | diaques | homes      | dones      |            |
| 1950 | 72.000   | 72.000   | 100,0    | 166       | 126             | 40              | 433                   |         | 40         | 130        | 123        |
| 1969 | 49.780   | 49.800   | 100,0    | 119       | 89              | 30              | 418                   |         | 32         | 114        | 74         |
| 1980 | 55.250   | 55.500   | 99,5     | 92        | 68              | 24              | 600                   |         | 27         | 83         | 118        |
| 1990 | 56.500   | 57.100   | 98,9     | 81        | 54              | 27              | 697                   |         | 28         | 80         | 81         |
| 1997 | 56.810   | 57.000   | 99,7     | 82        | 52              | 30              | 692                   | 1       | 42         | 65         | 90         |
| 2000 | 57.162   | 59.470   | 96,1     | 78        | 49              | 29              | 732                   | 1       | 31         | 66         | 81         |
| 2001 | 59.000   | 59.442   | 99,3     | 79        | 52              | 27              | 746                   | 1       | 29         | 66         | 81         |
| 2002 | 61.620   | 62.271   | 99,0     | 78        | 51              | 27              | 790                   | 1       | 31         | 67         | 81         |
| 2003 | 63.130   | 65.725   | 96,1     | 76        | 49              | 27              | 830                   | 1       | 29         | 70         | 81         |
| 2004 | 60.734   | 62.590   | 97,0     | 75        | 49              | 26              | 809                   | 1       | 28         | 65         | 81         |
| 2010 | 64.004   | 67.541   | 94,8     | 81        | 58              | 23              | 790                   | 7       | 25         | 55         | 81         |